# Félix André Augustin Poujol
Pour les articles homonymes, voir Poujol.
Félix-André Augustin Poujol né à Gigean (Hérault) le 16 vendémiaire an VI (7 octobre 1797) et mort à Marseille le 30 mai 1869, est un écrivain, médecin spécialiste de la chlorose, et professeur de médecine pratique à la Faculté de Montpellier.

## Biographie
Fils d'agriculteur, il commence ses études de médecine en 1817 et est reçu docteur en médecine à la faculté de Montpellier le 20 mars 1822, en soutenant une thèse sur les traitements des fluxions de poitrine. Il devient médecin de la Charité, puis docteur agrégé stagiaire à la Faculté de Montpellier en 1825. Il y est ensuite nommé professeur de médecine pratique en 1836. 
Il accumule les fonctions : d'abord chef de clinique, puis il est élu membre correspondant étranger de l'académie royale de médecine de Belgique, le 30 octobre 1847. Il devient également membre de la société académique de Marseille, membre de la société de médecine pratique de Montpellier. Il est enfin membre du Cercle chirurgical et de la Société chirurgicale d'émulation, dont il est le fondateur et vice-président.
L’œuvre de Poujol et principalement ses écrits sur la chlorose sont repris par Jean Starobinski dans son article publié en 1981 sur la chlorose dans la revue Romantisme.

### Dictionnaire des facultés

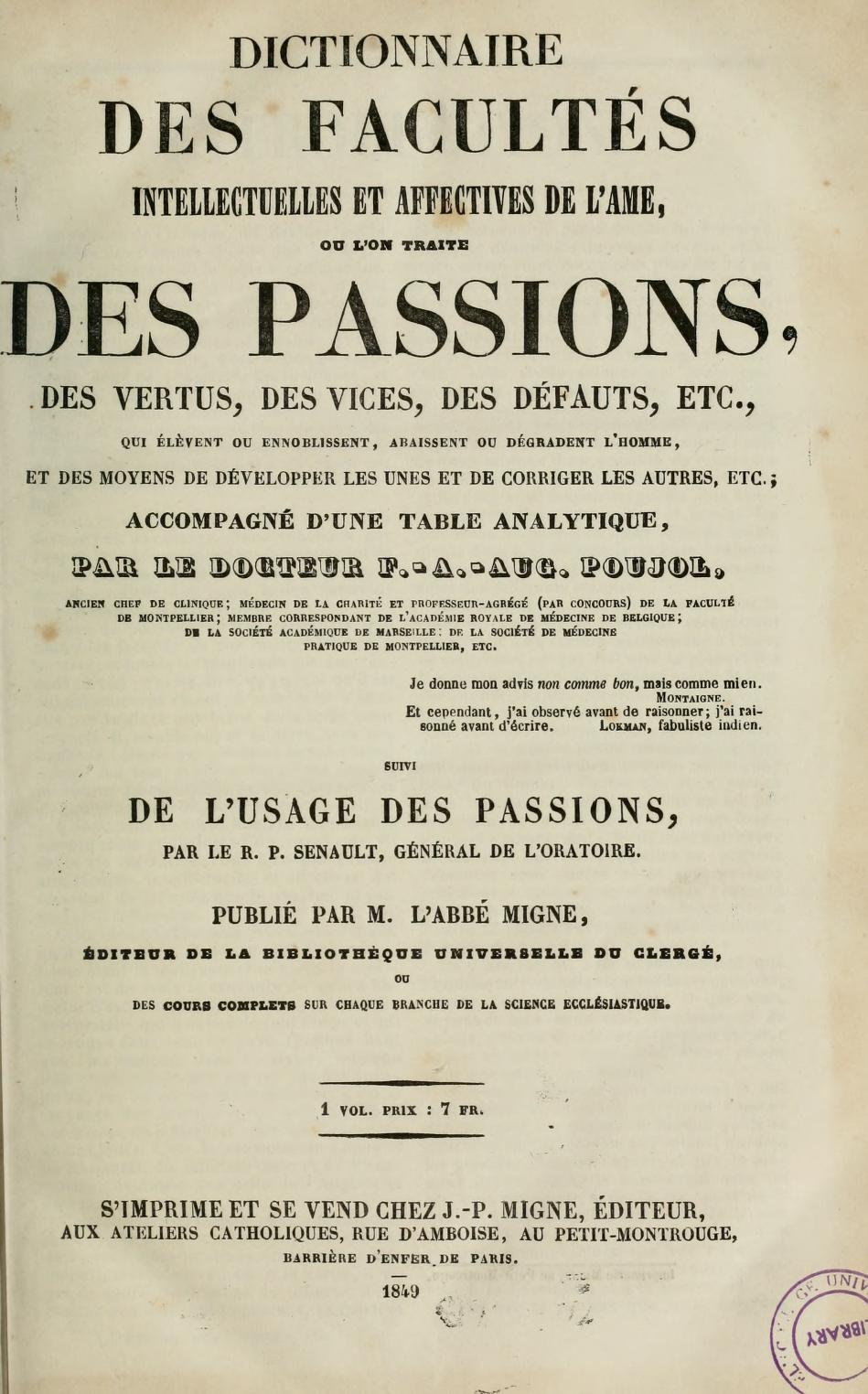
Page de garde du Dictionnaire des Facultés intellectuelles et affectives de l'âme, où l'on traite des passions, des vertus, des vices, des défauts, etc., qui élèvent ou ennoblissent, abaissent ou dégradent l'homme, et des moyens de développer les unes et de corriger les autres, publié en 1849, écrit par Félix André Augustin Poujol.

Dans la lignée des médecins moralistes comme J.-L. Alibert, Paul Belouino, de la Chambre ou encore J.-B. Descuret, Poujol mêle morale, religion et médecine, et particulièrement la physiologie. Il cite d'ailleurs largement Paul Belouino dans son Dictionnaire des facultés, dans ses articles Athéisme, avarice, courage, curiosité, égoïsme, jalousie. Poujol écrit dans l'article Libertinage à propos de ses causes : « Personne, que je sache, ne les a réunies avec plus d'art que M. Belouino ; c'est pourquoi malgré tous les emprunts que nous lui avons faits, lui empruntons-nous encore quelques nouveaux détails. »
Bossuet, évêque de Meaux et moraliste, analyse les passions dans son œuvre écrite. Cette démarche intéresse Poujol et il s'en inspire. Il écrit à propos de Bossuet : « M. Belouino est le seul, que je sache, qui l'ait imité ». (Dictionnaire des facultés, introduction, page 111). Il se rattache à Belouino, dans l'analyse des origines des passions. Pour Poujol la première, et celle à la source de toutes les autres, est l'amour. 
Les « passions » sont définies par Poujol selon leur nature : vice, défaut, vertu, sentiment, qualité, faculté. Il se définit lui-même comme « médecin moraliste », dans la lignée des auteurs dont il s'inspire.
Son dictionnaire est suivi d'une édition du traité De l'Usage des passions du père Senault, publié en 1641, imprimé plusieurs et traduit en de nombreuses langues, ce qui atteste de son succès. Il est construit en deux parties :
La première partie, intitulée « des passions en général », est construite en cinq traités : 
1. de la nature des passions ;
2. du désordre des passions ;
3. de la conduite des passions ;
4. du commerce des passions avec les vertus et les vices ;
5. du pouvoir des passions sur la volonté des hommes ;

La seconde partie, « des passions en particulier », est divisée en six traités : 
1. de l'amour et de la haine ;
2. du désir et de la fuite ;
3. de l'espérance et du désespoir ;
4. de la hardiesse et de la crainte ;
5. de la colère ;
6. du plaisir et de la douleur.

### Chlorose
La chlorose est l'objet de nombreuses recherches et travaux pour Poujol. 
Il est l'un des premiers à voir dans cette maladie le principe de l'anémie. Ainsi, il propose une définition de la chlorose dans son Dictionnaire de médecine-pratique et des sciences qui lui servent de fondements, publié en 1852. Cette description médicale, qui mêle troubles comportementaux et causes sanguines, va nourrir l'imagination d'un certain nombre d'écrivains du XIXe siècle, qui s'inspireront de cette définition, dans le portrait qu'ils feront de leurs personnages chlorotiques. 
« (de chlorosis, vert, ou tirant sur le vert.) C'est une maladie caractérisée par la décoloration de la peau du visage et du reste du corps, par la flaccidité des chairs et un état de langueur et de faiblesse habituel, soit de tout l'organisme en général, soit des divers systèmes d'organes en particulier. Cette maladie […] se manifeste sous deux états, qui ne diffèrent entre eux que par l'intensité, la gravité et la persistance des symptômes physiques et moraux. 

Ainsi, dans la chlorose légère le teint perd son coloris, sa fraîcheur, il pâlit (de là le nom de pâles couleurs qu'on a donné à cette maladie), et passe au jaune paille au lieu que, dans la chlorose grave, la face est terne, verdâtre, plombée et même terreuse; dans l'une, les lèvres pâlissent, les yeux se cernent légèrement, la bouche est pâteuse, la langue blanche et un peu chargée, quelquefois rouge à la pointe et sur les bords, l'appétit nul ou dépravé ; dans l'autre, le visage est bondi, le matin seulement, et les malléoles le soir, les joues sont flasques et pendantes, les oreilles pâles et froides, ainsi que le nez ; les lèvres minces et violettes ou pâles, les paupières cernées d'un cercle bleuâtre, les yeux larmoyants, abattus, tristes, à demi fermés, et pourtant la conjonctive conserve toujours sa couleur habituelle ; les caroncules lacrymales, les gencives pâlissent, le goût pour les aliments est dépravé.
[…] Au moral, quand la chlorose est légère, elle se décèle par la tristesse, l'ennui, la mélancolie. Le chlorotique fuit la société, renonce volontairement aux plaisirs, cherche la solitude pour y verser en secret quelques larmes, y soupirer, y languir sans soulagement ; et quand la maladie est confirmée ou grave, le caractère devient bizarre, taciturne, d'une morosité profonde. »
— Félix André Augustin Poujol, Dictionnaire de médecine-pratique et des sciences qui lui servent de fondements
Poujol propose un traitement simple qui comprend l'absorption de stimulants et toniques. Contre l'habitude de ses contemporains, il déconseille la saignée, qui était un traitement courant de la chlorose.

### Publications scientifiques
- Danturne variae methodi medendi ? : An anatome, chemia, et aliae naturales scientiae possint immutare, vel promovere illas methodos ?, 1825. Mémoire d'agréation en latin.
- Quelle est l'influence que peut avoir dans la pratique, la connaissance du siège des maladies ?, 1835.
- Dictionnaire des facultés intellectuelles et affectives de l'âme, où l'on traite des passions, des vertus, des vices, des défauts, etc., qui élèvent ou ennoblissent, abaissent ou dégradent l'homme, et des moyens de développer les unes et de corriger les autres, 1849 (publié dans la première Encyclopédie théologique de l'abbé Migne, aux Ateliers catholiques du Petit-Montrouge), 2e édition en 1857.
- Du traitement des fluxions de poitrine, basé sur la connaissance des constitutions du tempérament, de l'âge, du sexe, etc., mars 1822. Thèse de Médecine.
- Appréciation des progrès que la physique et la chimie ont fait faire à la physiologie, 1837.
- Dictionnaire de médecine pratique et des sciences qui lui servent de fondement, 1852.
- Du choléra-morbus et de ses méthodes curatives, 1842.
- Essai de thérapeutique, basée sur la méthode analytique (suivi d'une notice sur le choléra-morbus et ses méthodes, et d'un coup-d’œil sur l'emploi des antiphlogistiques), 1833.
- Sur l'emploi du polypode de chêne dans le traitement de l'ictère simple, in Journal de la Société de médecine pratique de Montpellier, 1841.
- De la chlorose et de l'anémie, et des affections organiques ou dynamiques qui peuvent les simuler, 1837, puis augmenté et réédité en 1847.

### Citations
- « Tout ce qui est faible [est] naturellement porté à se plaindre. » (Article « Colère », Dictionnaire des facultés)
- « La beauté, direz-vous, trouble encore plus la personne qui la possède que ceux qui en sont éblouis ; elle trouble, elle enivre l'âme ; on est plus sottement idolâtre de soi-même que les amants les plus passionnés ne le sont de la personne qu'ils aiment. » (Article « Vanité », Dictionnaire des facultés)
- « L'espérance doit entrer dans toutes les catégories des passions que le moraliste mettra en jeu pour adoucir les souffrances de toute personne qui n'espère plus. » (Article « Espérance », Dictionnaire des facultés)
- « L'âme humaine a besoin de nourriture ; il y a en elle une faim toujours renaissante, insatiable. Que veut-elle ? (...) C'est le bien moral pour la volonté ; le vrai et la science pour l'intelligence ; le beau pour l'imagination. » (« introduction », Dictionnaire des facultés)
- À propos de la chlorose : « Cette maladie, qu'Hippocrate a connue et décrite sous le nom de consomption dorsale, nom adopté du reste par la plupart des écrivains, je l'ai appelée anémie par onanisme ou par incontinence, parce que celle dénomination indique tout à la fois et sa cause occasionnelle et sa nature ; sa cause occasionnelle, puisqu'elle attaque les jeunes époux qui, entraînés par tout ce que les jouissances physiques ont de voluptés, les goûtent sans frein et sans mesure, et les répètent alors même que leur constitution délabrée tombe en ruine et s'écroule, tout comme elle dépérit chez les individus qui cherchent l'isolement pour s'y livrer souvent et en secret, à des actes aussi coupables que honteux, à la masturbation ; sa nature, attendu que la cause de la consomption dorsale des auteurs, consiste dans une altération des propriétés physiques du sang, et dans une diminution notable de ce liquide. » (Article « Libertinage », Dictionnaire des facultés)